# Pseudopyrochroa robusticornis
Pseudopyrochroa robusticornis is een keversoort uit de familie vuurkevers (Pyrochroidae). De wetenschappelijke naam van de soort is voor het eerst geldig gepubliceerd in 1913 door Pic.